# Sutz-Lattrigen
Sutz-Lattrigen (toponimo tedesco) è un comune svizzero di 1 382 abitanti del Canton Berna, nella regione del Seeland (circondario di Bienne).

## Geografia fisica
Sutz-Lattrigen è affacciato sul Lago di Bienne.

## Monumenti e luoghi d'interesse

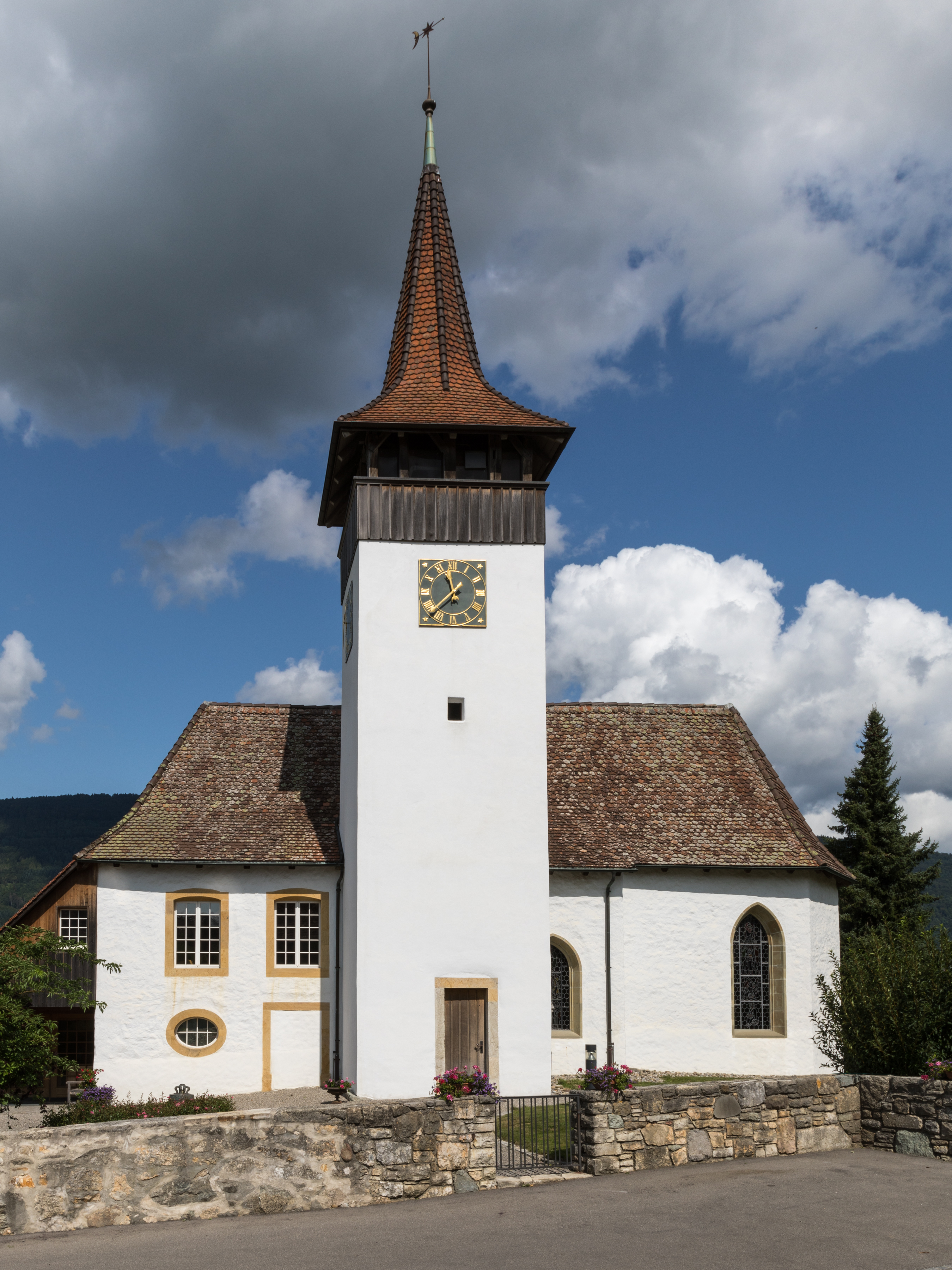
La chiesa riformata

- Chiesa riformata di Sutz, attestata dal 1228 e ricostruita nel 1485 circa e nel 1510[1].

## Società

### Evoluzione demografica
L'evoluzione demografica è riportata nella seguente tabella:
Abitanti censiti

## Infrastrutture e trasporti

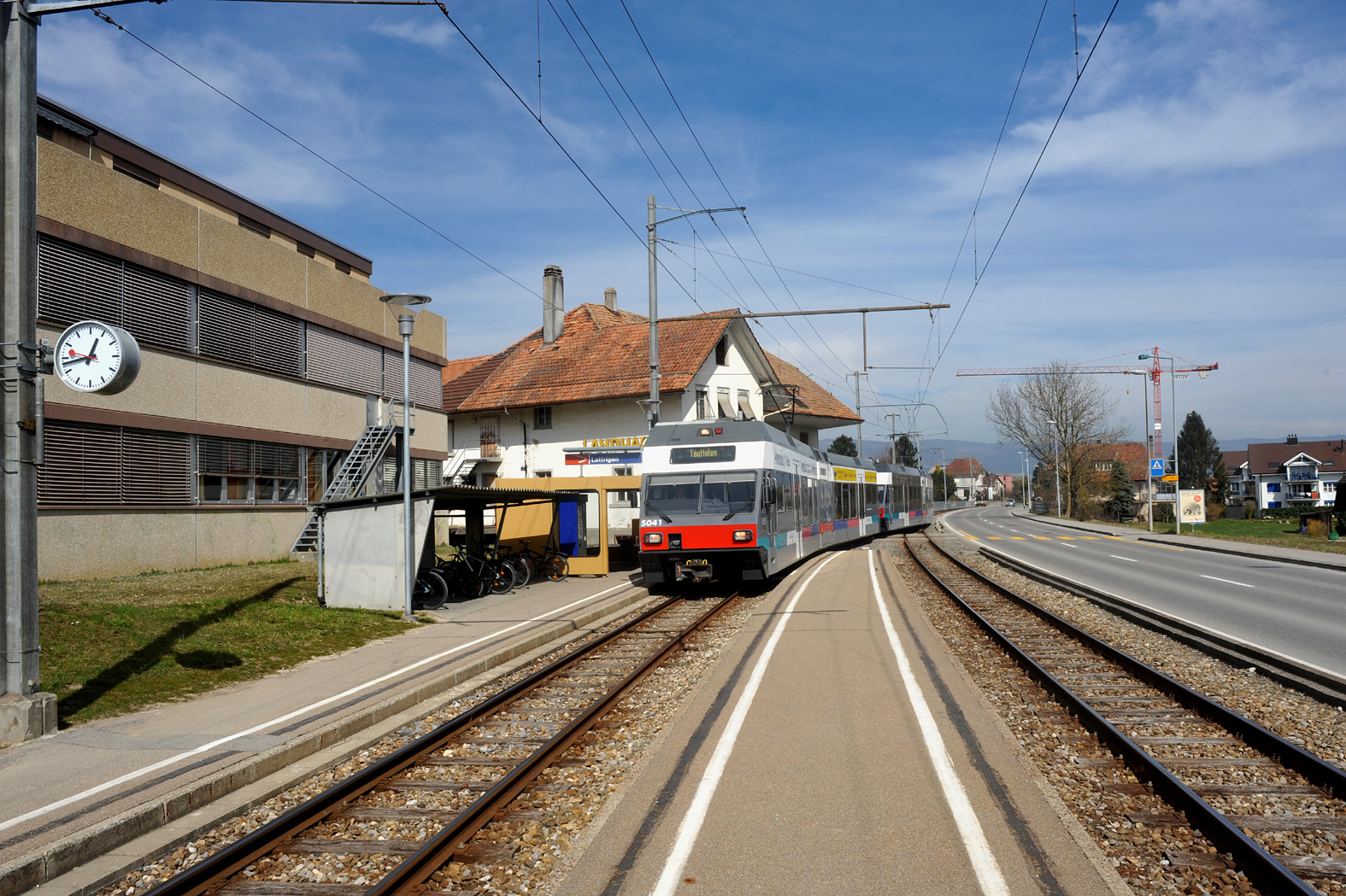
La stazione di Lattrigen

Sutz-Lattrigen è servito dalle stazioni di Lattrigen e di Sutz sulla ferrovia Bienne-Ins.

## Amministrazione
Ogni famiglia originaria del luogo fa parte del cosiddetto comune patriziale e ha la responsabilità della manutenzione di ogni bene comune.